# José Ángel Jurado de la Torre
 José Ángel Jurado de la Torre  (Sevilla, 21 juni 1992), als speler bekend onder de naam  José Ángel    is een Spaans voetballer en kan opgesteld worden als centrale middenvelder.  Hij stapte aan het begin van seizoen 2022-2023 over van het gedegradeerde AD Alcorcón naar CD Tenerife.

## Jeugdopleiding
José Ángel  genoot zijn opleiding bij één van de sterkste jeugdploegen van het land, Real Betis.  Daar kreeg hij ook zijn eerste professioneel contract.  Hij tekende voor het seizoen 2010-2011 een contract bij Betis Deportivo Balompié, het filiaal van Real Betis. Deze ploeg speelde op het toenmalige derde niveau van het Spaanse voetbal, de Segunda División B. De ploeg eindigde zestiende en kon zo net het behoud bewerkstelligen en  José Ángel trad drieëntwintig keer op.
Vanaf seizoen 2011-2012 tekende José Ángel  voor een ander filiaal, Villarreal CF B, een ploeg uit de Segunda División A.  Maar hij werd onmiddellijk uitgeleend aan CD Mirandés, een ploeg uit de Segunda División B.  De ploeg kende een voortreffelijk jaar.  Vooreerst in de Copa del Rey waar de ploeg de halve finale behaalde nadat ze achtereenvolgens zijn werkgever Villarreal CF, Racing Santander en RCD Espanyol uitschakelden.  Tijdens de halve finale bleek de toekomstig verliezend finalist Athletic Bilbao te sterk te zijn.  Ook in de competitie was het een succesvol jaar.  Het team speelde kampioen en schakelde in de eindronde Club Deportivo Atlético Baleares uit. Zo werd voor de eerste keer in de geschiedenis van de ploeg de promotie naar het professioneel voetbal afgedwongen.

## Spaanse clubs
José Ángel  volgde de ploeg echter niet en speelde tijdens het seizoen 2012-2013 voor Villarreal CF B, dat ondertussen gedegradeerd was naar de Segunda División B.  De ploeg zou een rustig seizoen meemaken en uiteindelijk op de negende plaats eindigen. Ook tijdens het seizoen 2013-2014 speelde hij voor het filiaal, dat dit seizoen elfde zou eindigen.  Tijdens deze twee seizoenen zou hij echter nooit voor het eerste team spelen.
Op 14 juli 2014 stapte José Ángel  over naar UD Almería, waar hij tijdens het eerste seizoen 2014-2015 ingedeeld werd bij het filiaal, dat in de Segunda División B ingedeeld was.  Hij zou één van de basisspelers worden die een derde plaats in de eindrangschikking behaalde.  In de eindronde bleek echter  CD Guadalajara te sterk te zijn.  Vanaf seizoen 2015-2016 zou hij ingedeeld worden bij het eerste elftal, dat door de degradatie van het vorig seizoen actief was in de Segunda División A.  Hij maakte zijn debuut op 23 augustus 2015 door in de met 3-2 gewonnen thuiswedstrijd tegen CD Leganés Mohammed Fatau te vervangen.  De ploeg zou achttiende eindigen, net genoeg om het behoud te verzekeren.  Tijdens het seizoen 2016-2017 speelde hij zijn tweede seizoen voor de ploeg uit Almería, die vijftiende zou eindigen.  Zijn contract, dat nog tot einde seizoen 2017-2018 geldig was,  werd door het team ontbonden op 31 januari 2017.

## Buitenland
Dit gaf hem de kans om voor de eerste keer in het buitenland zijn geluk op te zoeken.  Dat gebeurde op 31 maart 2017 toen hij tekende voor FK Bodø/Glimt, een ploeg spelend in de 1. divisjon, het tweede niveau van het Noorse voetbal.  De ploeg was het vorig seizoen net uit het hoogste niveau gedregradeerd en wilde er zo snel mogelijk terugkeren.  Daarin kaderde het aantrekken van José Ángel.  Het seizoen 2017 werd een succes aangezien het team kampioen speelde. Het daaropvolgende seizoen 2018 speelde hij zo op het hoogste Noorse niveau, de Eliteserien.  De ploeg kon zich met een elfde plaats handhaven.  Het daaropvolgende seizoen 2019 was succesvoller, maar op 15 februari 2019 werd hij uitgeleend aan het Moldavische FC Sheriff Tiraspol.  Deze ploeg speelde op het hoogste niveau Divizia Națională

## Terug naar Spanje
Na twee seizoenen en een half keerde hij naar zijn vaderland terug, door op  27 augustus 2019 te tekenen voor FC Cartagena, een ploeg uit de Segunda División B .  Bij deze ploeg werd hij onmiddellijk één van de belangrijk spelers. Tijdens dit eerste seizoen 2019-2020 werd hij kampioen met de ploeg.  Na de eindronde dwong de havenploeg de promotie af.  Bij het nemen van de strafschoppen bleek de havenploeg namelijk te sterk voor Club Deportivo Atlético Baleares. Voor de speler betekende dit een herhaling met wat hij beleefd had bij Mirandés. In tegenstelling met deze ploeg, zou hij tijdens seizoen 2020-2021 de havenploeg wel naar de Segunda División A volgen. Hij zou met zijn twee doelpunten uit drieëndertig wedstrijden zijn bijdrage leveren aan de redding van de club uit de havenstad.  Op 8 juli 2021 verlengde hij zijn contract voor één seizoen en werd ingeschreven voor het seizoen 2021-2022.

## Verenigde Arabische Emiraten
Op 13 juli 2021 volgde er tijdens de voorbereiding van het nieuwe seizoen een vriendschappelijke wedstrijd tegen Al Wahda FC in de Pinatar Arena.  De wedstrijd eindigde op een scoreloos gelijkspel. Enkele dagen later werd zijn contract in overleg ontbonden en volgde de speler de ploeg uit de Liga van de Verenigde Arabische Emiraten.  Tijdens deze transfer werd een vergoeding van 150.000 EUR betaald en de speler zag zijn loon verdrievoudigd.  Hij zou er in totaal veertien wedstrijden spelen, tien in de competitie en vier in de beker.  In de beker scoorde hij ook één doelpunt. Na de heenronde stond de ploeg tweede op zes punten van Al Ain FC.

## Weer terug in Spanje
Op 12 januari 2022 keerde José Ángel heel onverwacht terug naar FC Cartagena.  Hij tekende er een contract tot op het einde van het seizoen.  Drie dagen later bleek dat hij niet kon ingeschreven worden.  Dit kwam door het artikel 126, lid 5, van het Algemeen Reglement van de RFEF bepaalt dat "voetballers wier licentie is geannuleerd, in de loop van hetzelfde seizoen geen licentie mogen verkrijgen in hetzelfde team van de club waaraan zij reeds waren verbonden".  Daarom werd het contract tussen de havenploeg en José Ángel verbroken.  De dag erna stapte hij over naar reeksgenoot AD Alcorcón.  Deze ploeg van de Segunda División A bevond zich na drieëntwintig wedstrijden allerlaatste met  slechts elf punten, vijftien te kort voor redding.  Zondag 24 januari 2022 werd hij opgenomen in het basiselftal.  Hij speelde negentig minuten tijdens het 0-0 gelijkspel, dat thuis behaald werd tegen een andere ploeg in problemen, Mirandés.  De motor van de ploeg sloeg niet aan en bleef zo op de allerlaatste plaats bengelen.  Het was net tegen Cartagena tijdens de zesendertigste wedstrijd dat de 3-1 uitnederlaag de degradatie betekende.
Vanaf seizoen 2022-2023 tekende hij een tweejarig contract bij voormalig reeksgenoot CD Tenerife.  Hij werd onmiddellijk basisspeler en kende zo zijn debuut tijdens de seizoensopener, de met 2-1 verloren uitwedstrijd tegen SD Eibar.  Zijn eerste doelpunt scoorde hij de week erna tijdens het 1-1 gelijkspel thuis tegen CD Lugo.  Uiteindelijk zou hij zesentwintig officiêle wedstrijden spelen.  Dit was klaarblijkelijk niet voldoende aangezien op het einde van het seizoen het lopende contract in overeenstemming ontbonden werd.
Het daaropvolgende seizoen 2023-2024 zette Jurado een stapje terug door zijn overstap naar Deportivo La Coruña.  Hij tekende er een tweejarig contract bij de ambitieuze ploeg uit de Primera Federación.  De ploeg werd onmiddellijk kampioen en speelde zo vanaf seizoen 2024-2025 weer op het professionele niveau.